# Fałszywe wspomnienie
Fałszywe wspomnienie – wspomnienie obecne w pamięci, obdarzone silnym subiektywnym przekonaniem, że jest wspomnieniem prawdziwego zdarzenia, które jednak faktycznie nie miało miejsca. Fałszywe wspomnienia obecne są u większości zdrowych ludzi.

## Przykłady fałszywych wspomnień

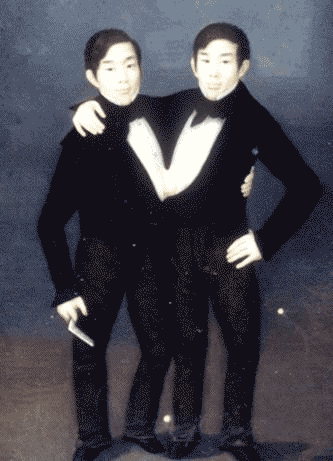
Wspomnienia mogą być zaraźliwe i "przechodzić" z jednej osoby na drugą. Najczęściej ma to miejsce wśród bliźniąt.

### Badania
- Proszono starszych braci, aby pytali młodszych, czy ci pamiętają, jak zgubili się w centrum handlowym. W rzeczywistości takie zdarzenie nie miało miejsca w życiu młodszego brata. Jednak ok. 25% młodszych braci zaczynała "przypominać sobie", że rzeczywiście się zgubili. Dodatkowo uzupełniali to "wspomnienie" o pewne szczegóły, których im nie sugerowano: np. "pamiętali" ubiór osoby, która ich odnalazła, "wiedzieli" czy była to kobieta czy mężczyzna, "pamiętali" również jak nakrzyczała na nich mama, gdy się już odnaleźli itp. Chłopcy upierali się także stanowczo przy tym, że ich wspomnienia są rzetelnym odbiciem faktycznie zaistniałej sytuacji[1].

- Osoby badane poproszono o obejrzenie filmu dotyczącego wypadku samochodowego. Następnie podzielono badanych na dwie grupy. Członkom pierwszej grupy zadano pytanie z jaką prędkością jechały samochody przed zderzeniem, w drugiej grupie zadano to samo pytanie, z tym, że zamiast słowa zderzenie użyto łagodniejszego określenia zetknięcie. Okazało się, że odpowiedzi obu grup znacznie się różniły: pierwsza oszacowała prędkość na ok. 40 mil na godzinę, natomiast druga na ok. 30 mil na godzinę. Kilka dni później obu grupom zadano pytanie czy widzieliście stłuczoną szybę (w rzeczywistości nie było tam stłuczonej szyby). Ok. 30% członków pierwszej grupy odpowiedziało twierdząco, natomiast w drugiej grupie tylko ok. 15%. Okazuje się zatem, że nasze wspomnienia mogą być modyfikowane przez społeczne oczekiwania. W tym przypadku eksperymentatorzy używając słowa zderzyły się sugerowali badanym, że prędkość była wysoka, natomiast użycie łagodniejszego słowa zetknęły się wywoływało wrażenie, że prędkość była niższa. Jednocześnie badani wypełniali luki w pamięci tak, aby zgadzały się z posiadanymi informacjami: osoby, u których wywołano przekonanie, że prędkość samochodów nie była zbyt wysoka, były o wiele mniej skłonne twierdzić, że widziały rozbitą szybę[2].

Fałszywe wspomnienia dotyczą nie tylko zdarzeń w naszej pamięci epizodycznej, ale pojawiają się także podczas przypominania informacji abstrakcyjnych (np. z pamięci semantycznej). Jeśli usłyszymy wyrazy "mucha, ćma, chrząszcz, biedronka, stawonóg", to po pewnym czasie wiele osób jest pewnych, że na liście tej znajdowało się także słowo "owad". "Owad" kojarzy się z każdym ze słów listy, toteż jest w pamięci aktywizowany przez tę listę. Gdy musimy przypomnieć sobie słowa listy, "przypominamy" sobie także owada, ponieważ został zaktywizowany podczas zapamiętywania.
Fałszywe wspomnienie może być również wynikiem zmyślania. Jeśli poprosimy ludzi, aby przypomnieli sobie jakieś zdarzenie ze swojej przeszłości i dodali do niego jakąś nieprawdziwą informację (np. "Przypomnij sobie szkołę i wyobraź sobie, że obok wejścia do niej stoi duża agawa"), to po pewnym czasie niektóre z tych zmyślonych informacji będą pamiętane jako prawdziwe. Dzieje się tak, mimo że instrukcja mówi wyraźnie "proszę zmyślić jakąś dodatkową informację", a osoby badane same tę dodatkową informację zmyślają.
Bliźnięta często mylą własne wspomnienia ze wspomnieniami brata/siostry

## Przyczyny istnienia fałszywych wspomnień
Fałszywe wspomnienie pojawiają się u wszystkich ludzi z kilku powodów.

### Pamięć generatywna
Proces przypominania informacji polega między innymi na uzupełnianiu danych, których w danej sytuacji nie spostrzegliśmy lub nie zwracaliśmy na nie uwagi. Na przykład podczas wizyty u lekarza pacjent bardzo często pytany jest o to, co mu dolega. Te informacje wchodzą w skład pamięci o typowo przebiegającej wizycie u lekarza (owe dane pamięciowe dotyczące przebiegu typowych sytuacji nazywane są skryptami). 
Dlatego gdy przypominamy sobie wizytę u lekarza, uruchamiana jest w mózgu wiedza dotycząca przebiegu typowego zdarzenia ("skrypt wizyty u lekarza"). Człowiek przypomina sobie to, co "pasuje" do danej sytuacji (np. że lekarz miał na szyi stetoskop), choć niekoniecznie taki był faktyczny stan rzeczy.
Zjawisko związane jest z pamięcią generatywną, która polega na przypominaniu sobie (generowaniu) wspomnień z wiedzy zmagazynowanej w skryptach (lub szerzej w schematach poznawczych), choć owe prawdopodobne fakty niekoniecznie miały miejsce podczas konkretnego wspominanego zdarzenia (lekarz nie miał stetoskopu na szyi).

### Aktywizacja hipokampu
Innym powodem, dla którego pojawiają się fałszywe wspomnienia, jest fakt, że podczas wyobrażania sobie zdarzeń aktywowane są częściowo te same obszary mózgu, jakie działają podczas przypominania (chodzi tu przede wszystkim o hipokamp). 
Z tego powodu ludzie mogą mieć trudności w odróżnieniu faktów od fikcji i zmyśleń. Taka tendencja występuje zwłaszcza u osób, mających bogatą wyobraźnię wzrokową i potrafiących tworzyć sugestywne i plastyczne wyobrażenia. 
Człowiek może uczyć się odróżniania własnych fantazji od wspomnień np. w ten sposób, że koncentruje się na kontekście i szczegółach informacji, o której myśli. Podczas wyobrażania sobie te szczegóły są bardziej zatarte niż podczas przypominania.
Ogólnie rzecz biorąc fałszywe wspomnienia pojawiają się częściej w pamięci słuchowej niż pamięci wzrokowej.

### Wszczepianie fałszywych wspomnień
Pojawienie się fałszywych wspomnień może być związane z tak zwaną presupozycją. Jeśli mimochodem sugerujemy drugiej osobie pewne informacje, to może ona w przyszłości potraktować je jako prawdziwe. 
W pewnym eksperymencie proszono ludzi aby obejrzeli serię obrazków, pokazujących wypadek samochodowy. Następnie proszono ich, aby przypomnieli sobie, czy czerwony samochód stał przed, czy też za znakiem "Stop" (albo "Ustąp pierwszeństwa przejazdu"), gdy mijał go samochód niebieski. Pytanie dotyczyło miejsca w którym stał czerwony samochód, ale zawierało także fałszywą informację na temat znaku (znak był inny niż sugerowano badanym w pytaniu lub w ogóle go nie było). Po pewnym czasie część osób twierdziła, że ten znak rzeczywiście widziały wcześniej na obrazkach.